# Polygrapha cyanea
Polygrapha cyanea (denominada popularmente, em inglês, Mottled Leafwing) é uma borboleta neotropical da família Nymphalidae e subfamília Charaxinae, encontrada no noroeste da América do Sul, na Bolívia, Equador, Peru e Colômbia. Foi classificada por Salvin & Godman, com a denominação de Paphia cyanea, em 1868 e com seu tipo nomenclatural coletado no Equador (Canelos). Esta é a espécie-tipo do gênero Polygrapha Staudinger, 1887.

## Descrição
Adultos desta espécie, do sexo masculino, vistos por cima, possuem as asas de contornos falciformes e de tonalidade castanha, com tons de azul em uma área grande, bem presentes em suas asas anteriores e posteriores, estas terminando em caudas filiformes. As fêmeas são menos brilhantes, em vista superior, sendo castanhas com áreas amareladas na região central das asas anteriores e nas margens de suas asas posteriores. Vistos por baixo, apresentam asas cinzentas com finos desenhos mosqueados em negro. A denominação mottled significa "mosqueado" e o termo cyanea provém de ciano, que é a tonalidade da faixa mais clara em suas asas; já a denominação Polygrapha refere-se às muitas linhas finas que compõem o padrão da asa ventral em algumas espécies deste gênero.

## Hábitos
Polygrapha cyanea é encontrada em habitats de floresta tropical e subtropical úmida; voando no dossel florestal e descendo para se alimentar de fezes, carniça e frutos em fermentação, ou para absorver umidade mineralizada do solo.

## Subespécies
P. cyanea possui duas subespécies:
- Polygrapha cyanea cyanea - Descrita por Salvin & Godman em 1868 - Localidade tipo: Equador.[3][6][7][8]
- Polygrapha cyanea silvaorum - Descrita por Constantino & Salazar em 1998 - Localidade tipo: Colômbia.[3][11][12][13]